# Aristóbulo III

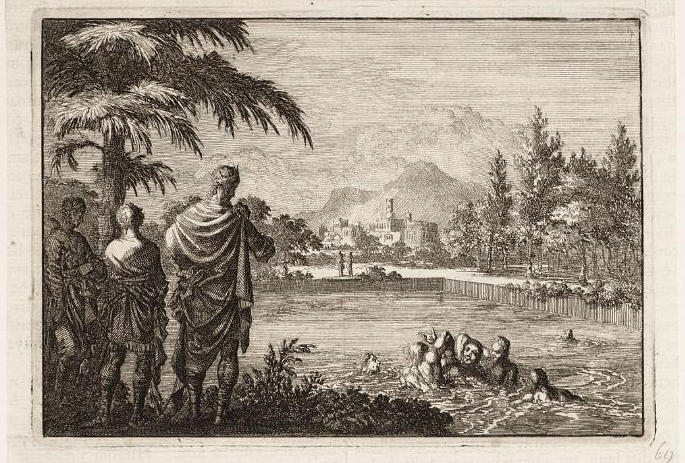
Aristóbulo III ahogado por los soldados de Herodes en los baños del palacio real de Jericó

Aristóbulo III (53–36 a. C.) fue el último descendiente de la casa real asmonea, hermano de Mariamna, la esposa de Herodes I el Grande, y nieto por vía paterna de Aristóbulo II. Fue favorito del pueblo por su ascendencia noble y hermosa presencia, y por ello se convirtió en objeto de temor para Herodes, que al principio trató de ignorarle enteramente, vetándole para el sumo sacerdocio. Pero su madre Alejandra Macabeo (63 a. C.– 28 a. C.), a través de la intercesión con Cleopatra y Marco Antonio, obligó a Herodes a quitar a Hananel del cargo de sumo sacerdote y nombrar a Aristóbulo en su lugar.
Para asegurarse contra el peligro de Aristóbulo, Herodes instituyó un sistema de espionaje sobre él y su madre. Esta vigilancia resultó tan onerosa que ellos trataron de huir escondidos en sendos ataúdes para marchar a Egipto y refugiarse junto a Cleopatra. Sin embargo, como cuenta el historiador judío romano Flavio Josefo, sus planes fueron traicionados y la revelación tuvo el efecto de acrecentar las sospechas de Herodes contra su cuñado. Puesto que Herodes era consciente del amor que el pueblo tenía a Aristóbulo, y en particular del gran aprecio que el joven gozaba por parte de Antonio y Cleopatra, no quería acabar con él abiertamente. Por eso mandó a algunos jóvenes que, mientras Aristóbulo se bañaba en una piscina del palacio de Jericó durante un banquete organizado por la madre de Aristóbulo, lo ahogasen